# 云城街道 (贵阳市)
云城街道是中华人民共和国贵州省貴陽市白云区下辖的一个街道办事处。

## 行政区划
云城街道下辖以下村级行政区划单位：
云尚社区、白金社区、迎宾社区、金融北城社区。